# Giro de l'Etna
El Giro de l'Etna (en italià Giro dell'Etna) va ser una cursa ciclista en línia que transcorria per les carreteres de Sicília, Itàlia.
La primera edició es disputà el 1980 amb el nom de Giro de l'Etna. El 2001 passà a anomenar-se Giro de la Província de Catània-Trofeu de l'Etna, mentre que les tres darreres edicions, del 2002 al 2004 el nom que tingué fou el de Trofeu de l'Etna.
Les últimes edicions foren organitzades pel Gruppo Sportivo Emilia, que abandonà l'organització de la cursa el 2005, per passar a organitzar el Memorial Cimurri. En algunes fonts s'atribueix erròniament el nom de Giro de Siracusa a les edicions compreses entre 1980 i 1997.
La cursa tenia el seu recorregut al voltant de l'Etna.
Francesco Moser, amb tres victòries, fou el ciclista que més vegades la guanyà.

## Palmarès
| Any     | Vencedor           | Segon               | Tercer              |
| ------- | ------------------ | ------------------- | ------------------- |
| 1980    | Wladimiro Panizza  | Claudio Bortolotto  | Salvatore Maccali   |
| 1981    | Giuseppe Saronni   | Giovanni Mantovani  | Francesco Moser     |
| 1982    | Wladimiro Panizza  | Franco Chioccioli   | Giuseppe Petito     |
| 1983    | Giovanni Mantovani | Mario Noris         | Daniele Caroli      |
| 1984    | Francesco Moser    | Pierino Gavazzi     | Franco Chioccioli   |
| 1985    | Francesco Moser    | Johan van der Velde | Daniele Caroli      |
| 1986    | Francesco Moser    | Silvano Ricco       | Acacio da Silva     |
| 1987    | Adriano Baffi      | Franco Chioccioli   | Marco Saligari      |
| 1988    | Paolo Cimini       | Giuseppe Calcaterra | Adriano Baffi       |
| 1989    | Rolf Sorensen      | Claudio Chiappucci  | Enrico Galleschi    |
| 1990    | Adriano Baffi      | Benny Van Brabant   | Maurizio Fondriest  |
| 1991    | Mario Cipollini    | Giuseppe Citterio   | Adriano Baffi       |
| 1992    | Stefano Colagé     | Stefano Zanini      | Bart Bowen          |
| 1993    | no disputada       | no disputada        | no disputada        |
| 1994    | Stefano Zanini     | Maurizio Fondriest  | Davide Rebellin     |
| 1995    | Stefano Colagé     | Roberto Petito      | Stefano Borgheresi  |
| 1996    | Fabiano Fontanelli | Giovanni Lombardi   | Adriano Baffi       |
| 1997    | Biagio Conte       | Fabio Baldato       | Silvio Martinello   |
| 1998-00 | no disputada       | no disputada        | no disputada        |
| 2001    | Timothy Jones      | Diego Ferrari       | Denis Lunghi        |
| 2002    | Fabio Baldato      | Mikhaylo Khalilov   | Jan Bratkowski      |
| 2003    | Filippo Pozzato    | Biagio Conte        | Mario Manzoni       |
| 2004    | No assignat        | Kyrylo Pospyeyev    | Marlon Perez Arango |